# Danny Horton

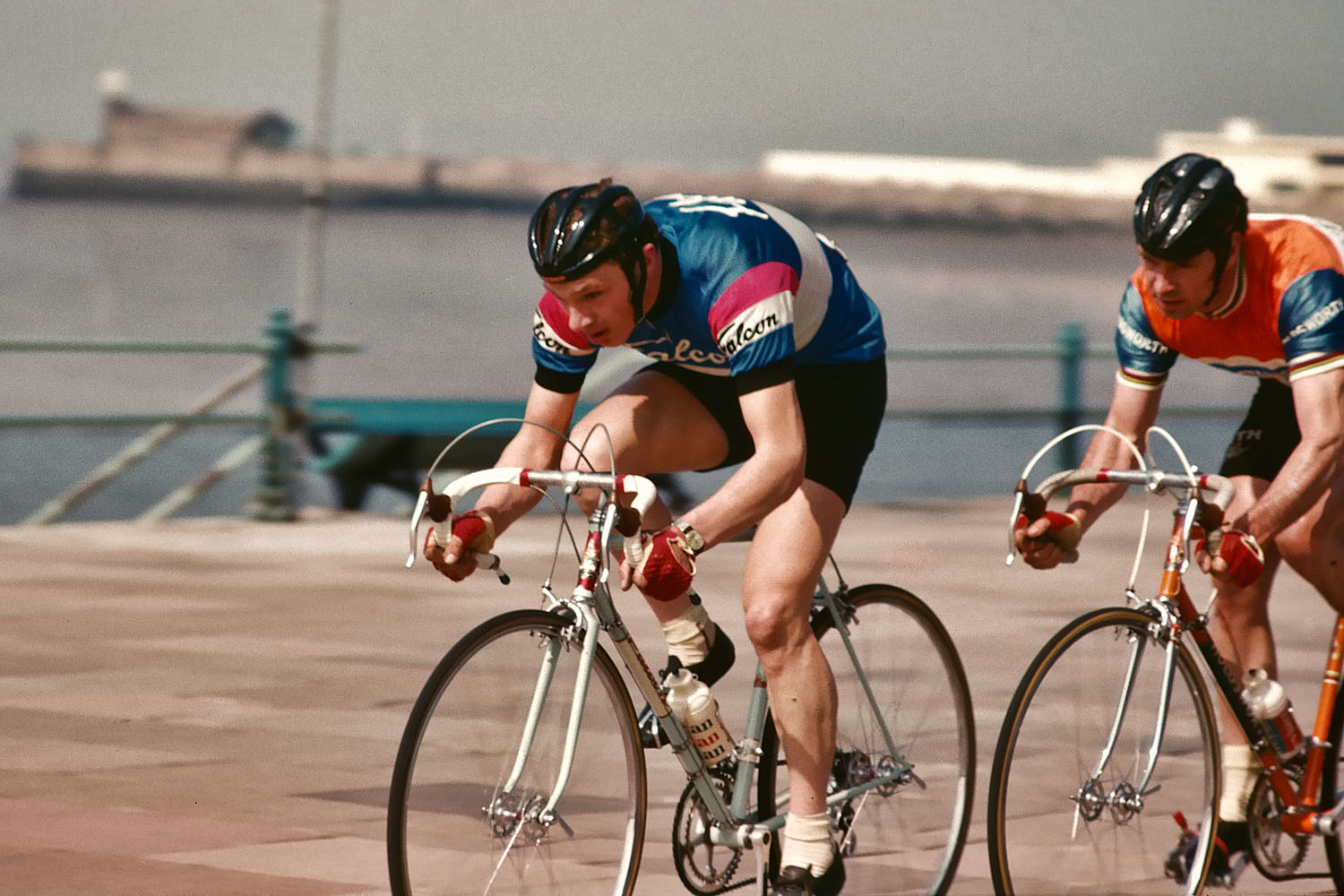
Danny Horton 
(* 31. August 1946 in Yeadon; † 7. Oktober 2011 in Murcia, Spanien) war ein britischer Radrennfahrer und nationaler Meister im Radsport.

## Sportliche Laufbahn
Horton war im Straßenradsport und im Bahnradsport aktiv. 1967 fuhr er die Internationale Friedensfahrt, die er auf dem 47. Rang beendete. In der Tour of Scotland wurde er Sechster und gewann eine Etappe. Im Archer Grand Prix kam er hinter Dave Rollinson auf den 2. Platz. Als Amateur und Profi gewann Horton eine Reihe britischer Eintagesrennen und Kriterien, sowie Etappen kürzerer Rundfahrten. 1969 startete er in der Tour de l’Avenir und schied aus der Rundfahrt aus.
1970 wurde er Berufsfahrer im Radsportteam Falcon und blieb bis 1979 als Radprofi aktiv. 1971 gewann er die nationale Meisterschaft im Straßenrennen vor Sid Barras und wurde Dritter im Tom Simpson Memorial. 1973 siegte er im Chequers Grand Prix. 1977 holte er einen Etappensieg in der Tour of Essex. 1980 wurde er reamateurisiert. 1982 siegte Horton in der nationalen Meisterschaft im Einzelzeitfahren. Im Rennen der UCI-Straßen-Weltmeisterschaften 1970 wurde er 53., 1971 und 1973 schied er aus. Im Bahnradsport gewann er 1973 die Golden Wheel Trophy, ein international besetztes traditionsreiches Punktefahren.